# Odontocarya mexicana
Odontocarya mexicana är en tvåhjärtbladig växtart som beskrevs av R.C. Barneby. Odontocarya mexicana ingår i släktet Odontocarya och familjen Menispermaceae. Inga underarter finns listade i Catalogue of Life.